# Église Saint-Sauveur d'Hermonville
L'église Saint-Sauveur d'Hermonville est une église romane construite du XIIe au XIIIe siècle à Hermonville dans le département de la Marne.

## Historique
L'église est classé au titre des monuments historiques par arrêté de 1919.

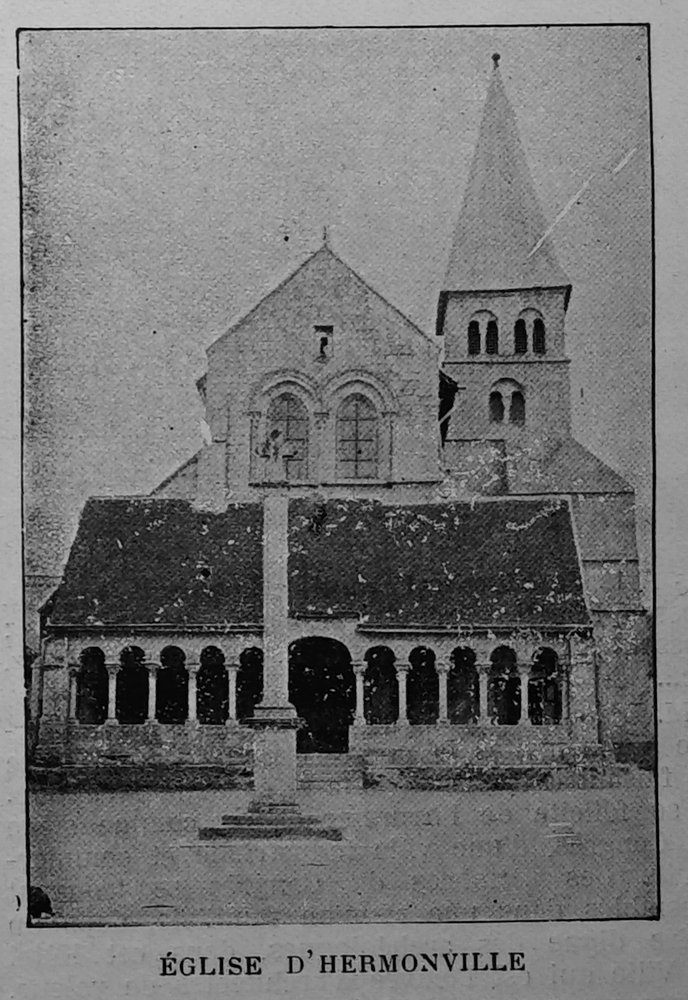
L'église avec son calvaire en 1911.

## Architecture

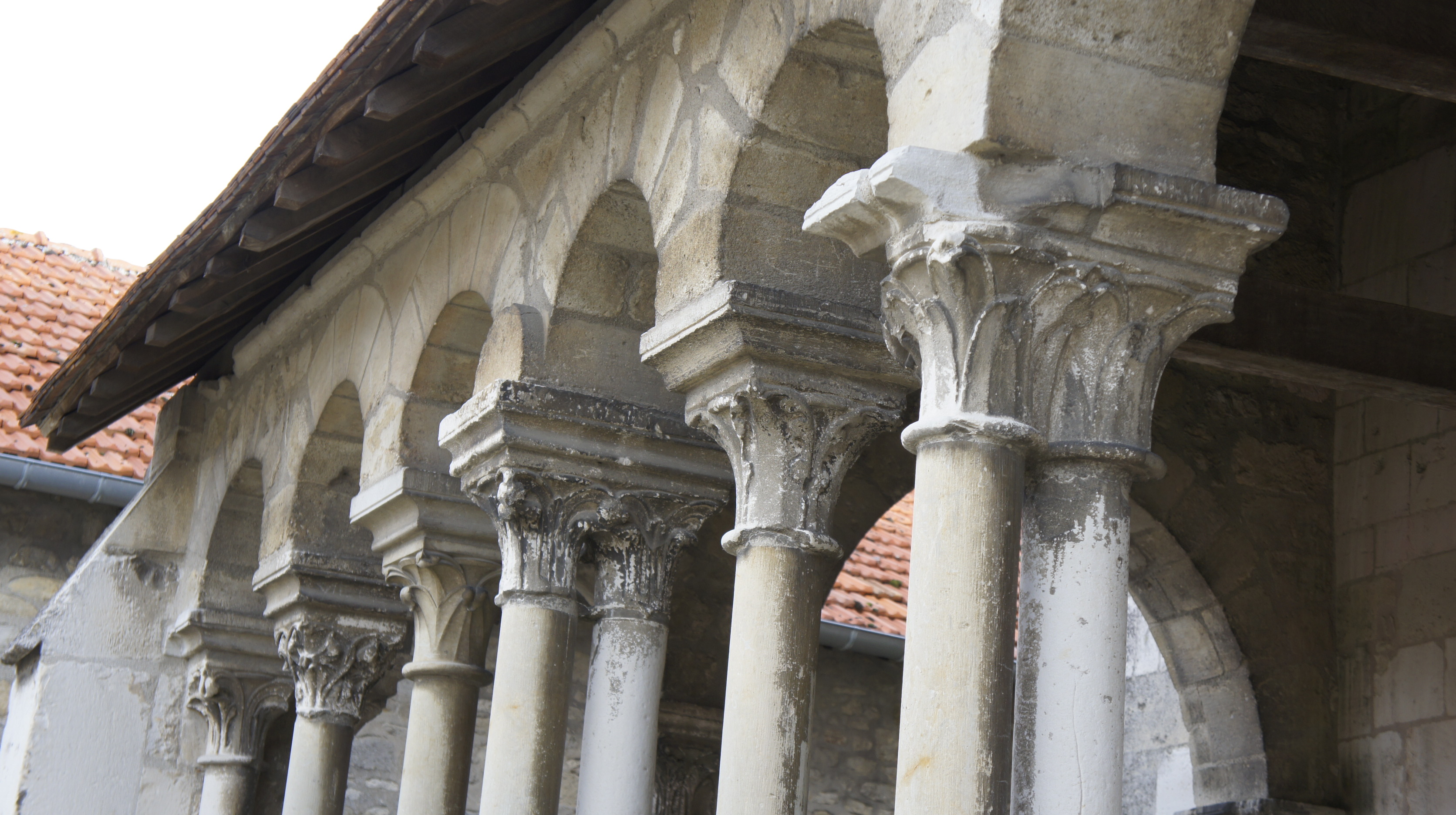
Porche galerie.
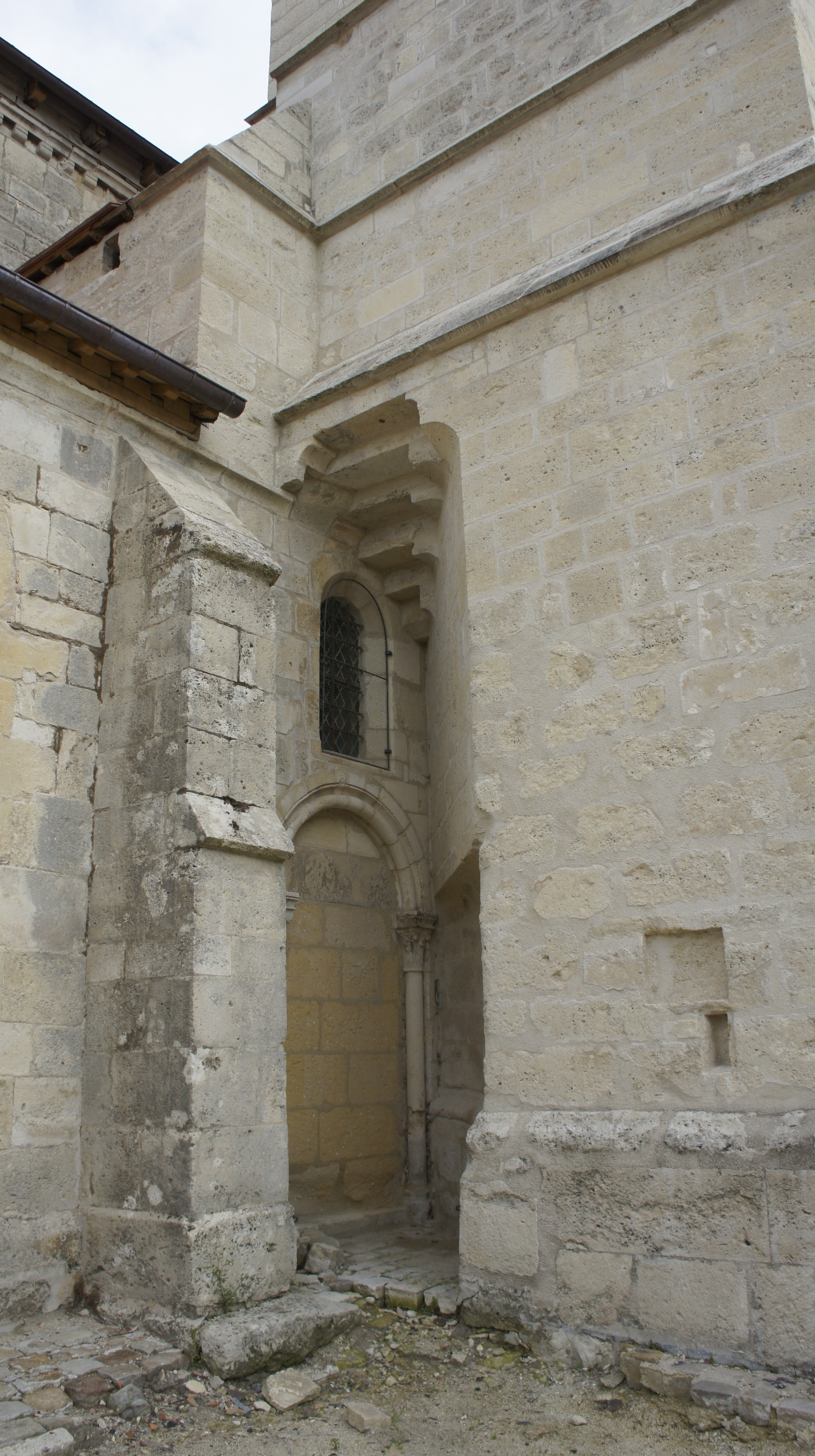
Escalier menant au clocher.
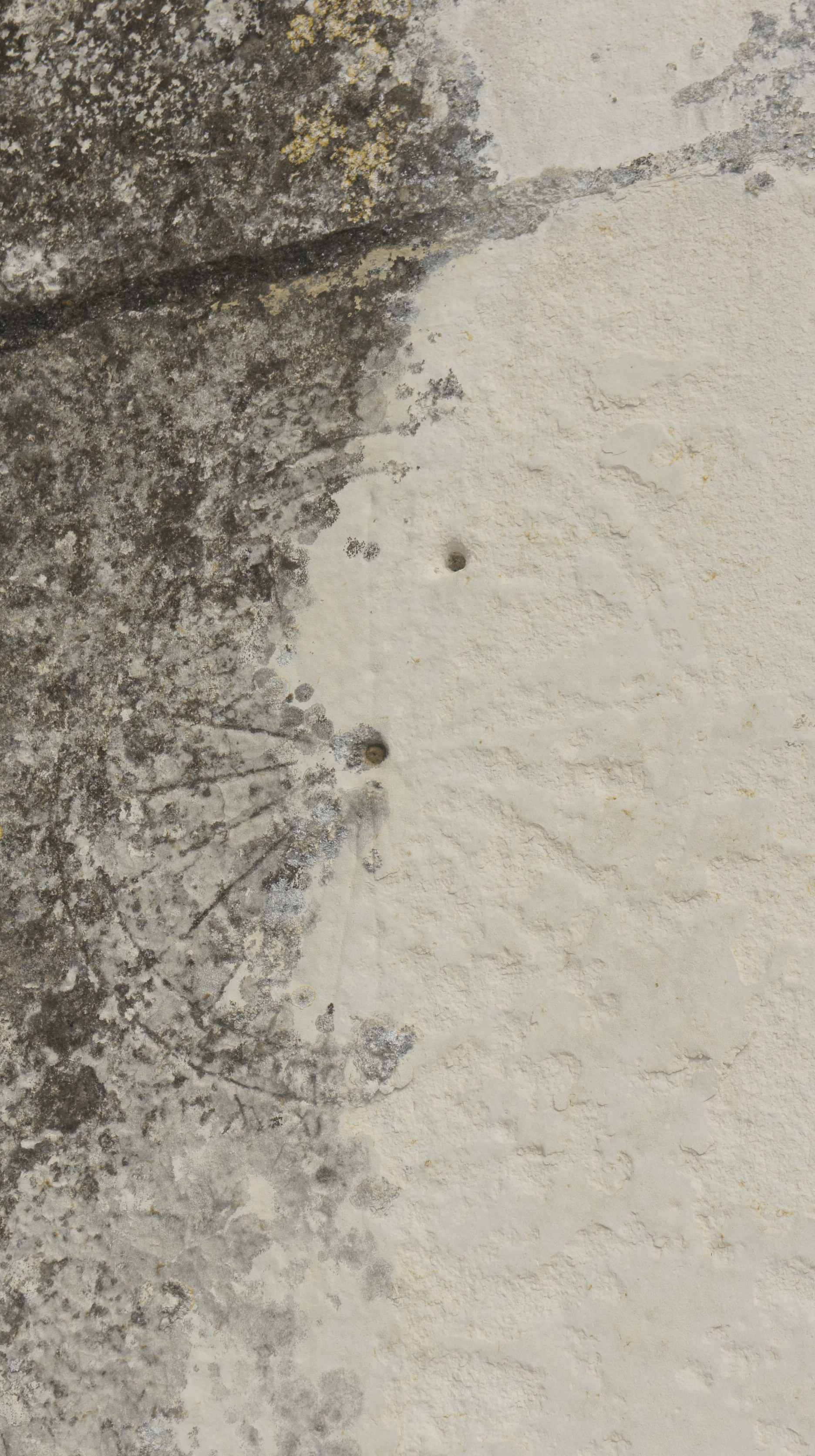
Cadran solaire.
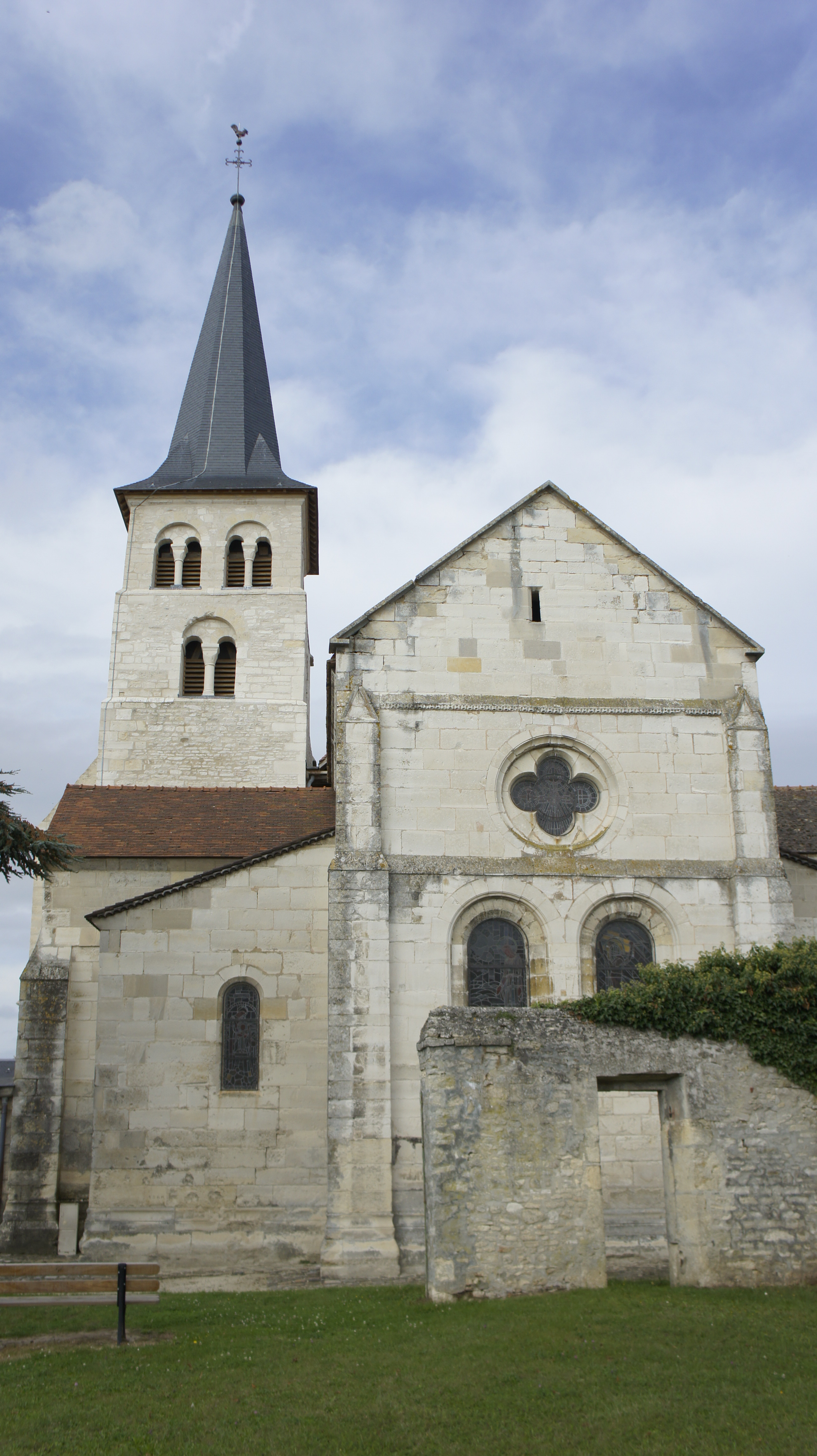
Chevet plat.

Elle a été construite de 1160 à 1190 pour la plus grande partie. Le clocher excentré est antérieur, il date du XIe siècle. Son porche champenois est ouvert par une suite de dix colonnes.
Sa nef, ainsi que les bas-côtés sont plafonnés, le plafond de la nef est de 1870.
Sur la face sud se trouve un cadran solaire du XIIe siècle.

### Le porche champenois
Il date d'avant 1200 et était à l'origine ouvert uniquement aux deux extrémités et sa façade avait douze arcades. L'ouverture centrale datant du XVIe ou XVIIe siècle.
Sur sa droite, une porte Renaissance donne accès à un escalier qui mène aux combles.

### Le portail occidental
Le grand portail en arc brisé est composé de six colonnes reliées par trois tores. La Vierge à l'enfant du tympan en bois est du XVIIIe siècle.

## Mobilier
En l'église se trouve un orgue qui est classé, sur une tribune au revers de la façade occidentale, datant du XIXe siècle.
Un retable de l’Annonciation du XVIe siècle dans la chapelle nord comporte des traces de polychromie.

### Maître autel
Le maître autel du XVIIIe siècle est bordé de quatre colonnes de marbre, surmonté d'un baldaquin doré, l'autel est du même marbre. Il y a dans le chœur deux stalles en chêne de la même époque ainsi que deux consoles de style Louis XV.

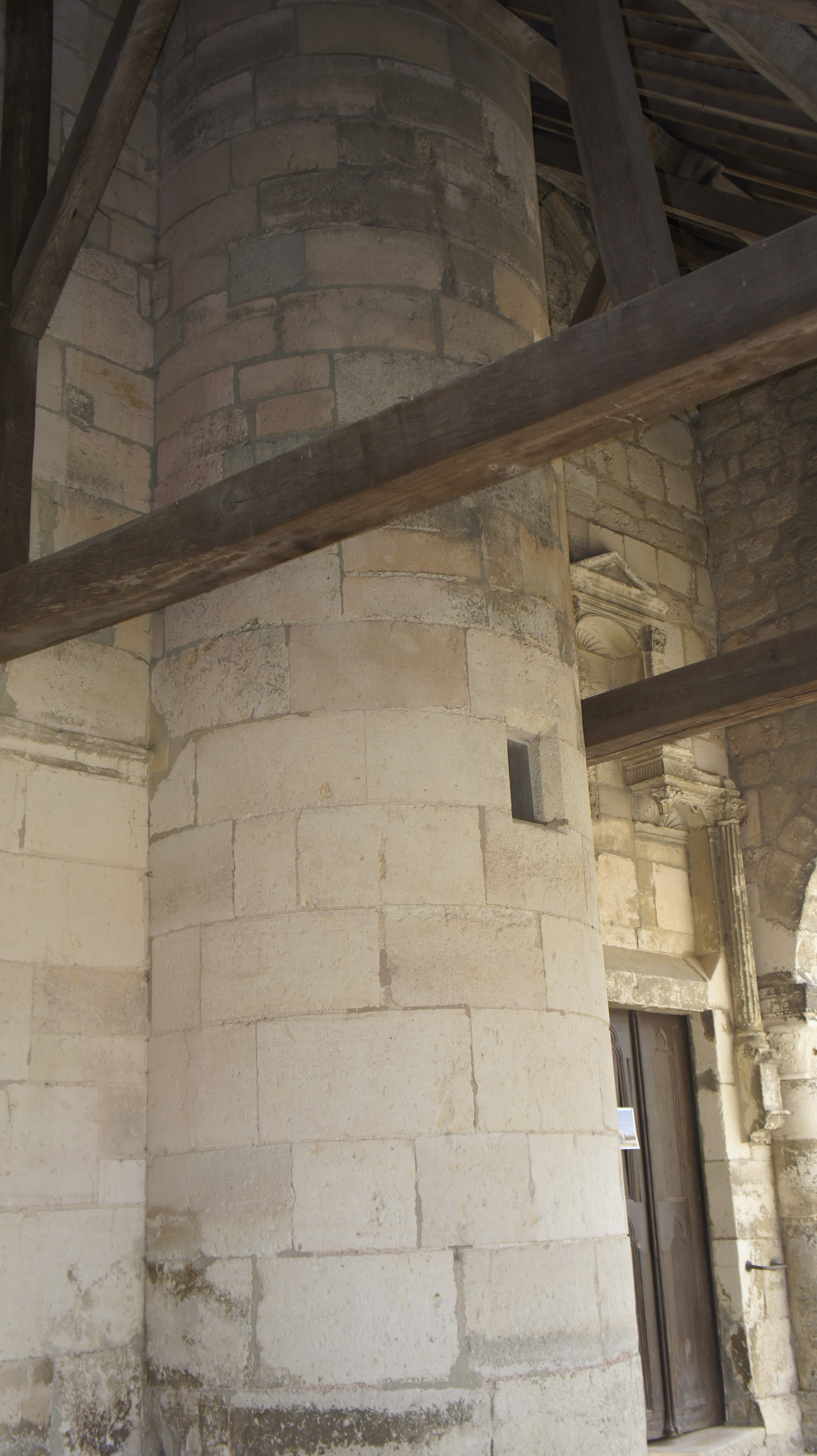
Porte et escalier sous le porche.
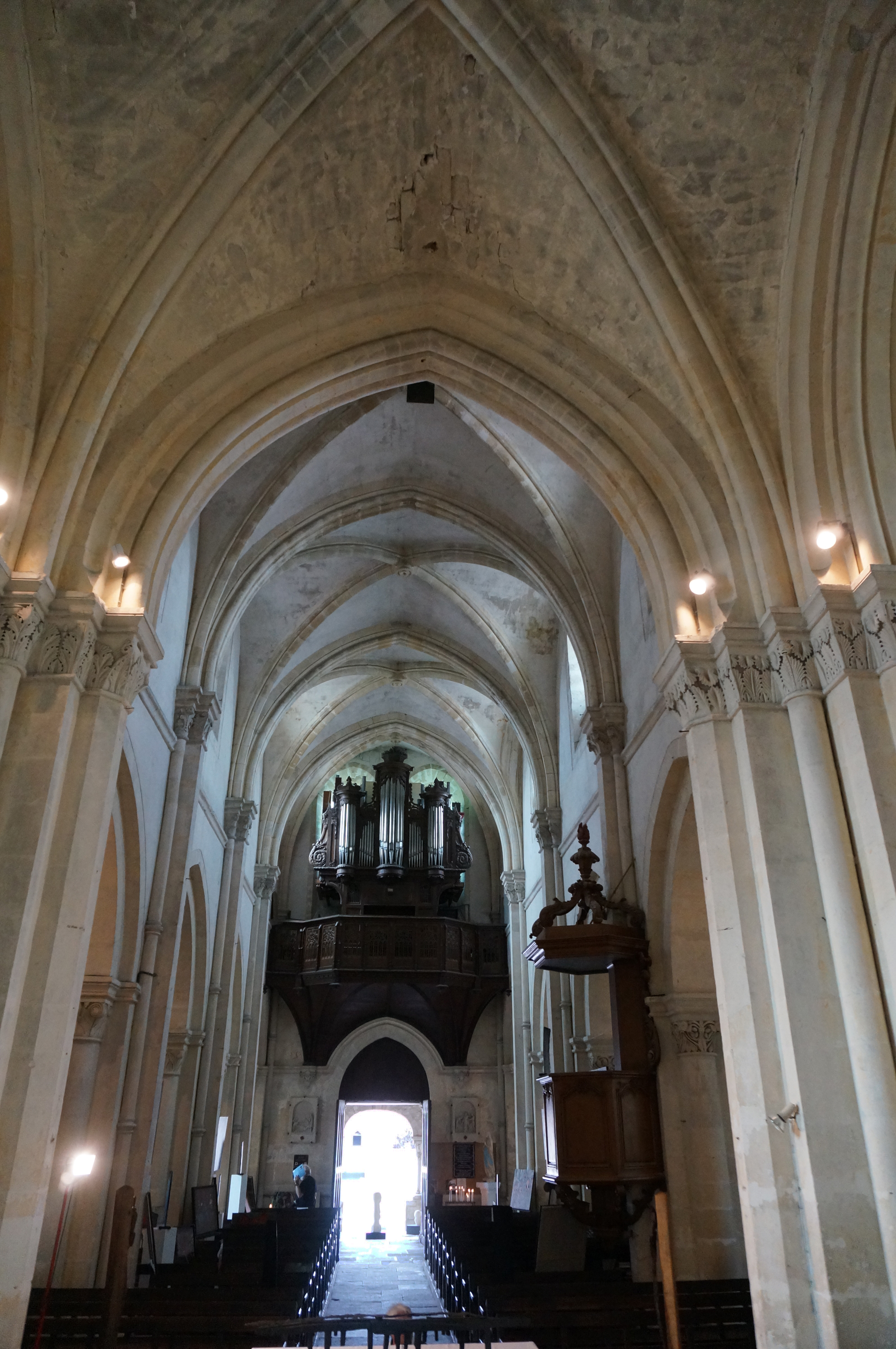
Orgues au bout de la nef.
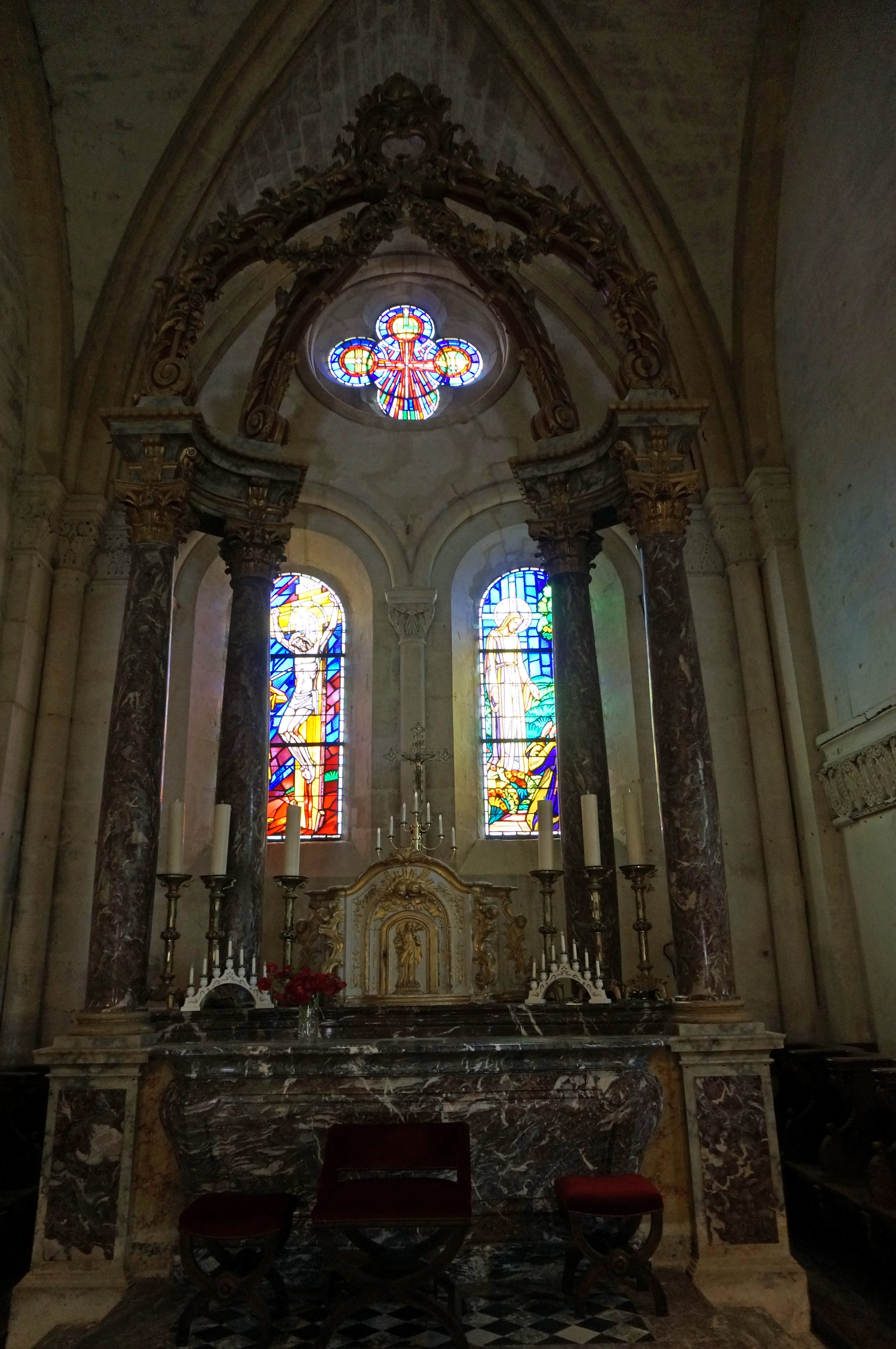
Autel et baldaquin.
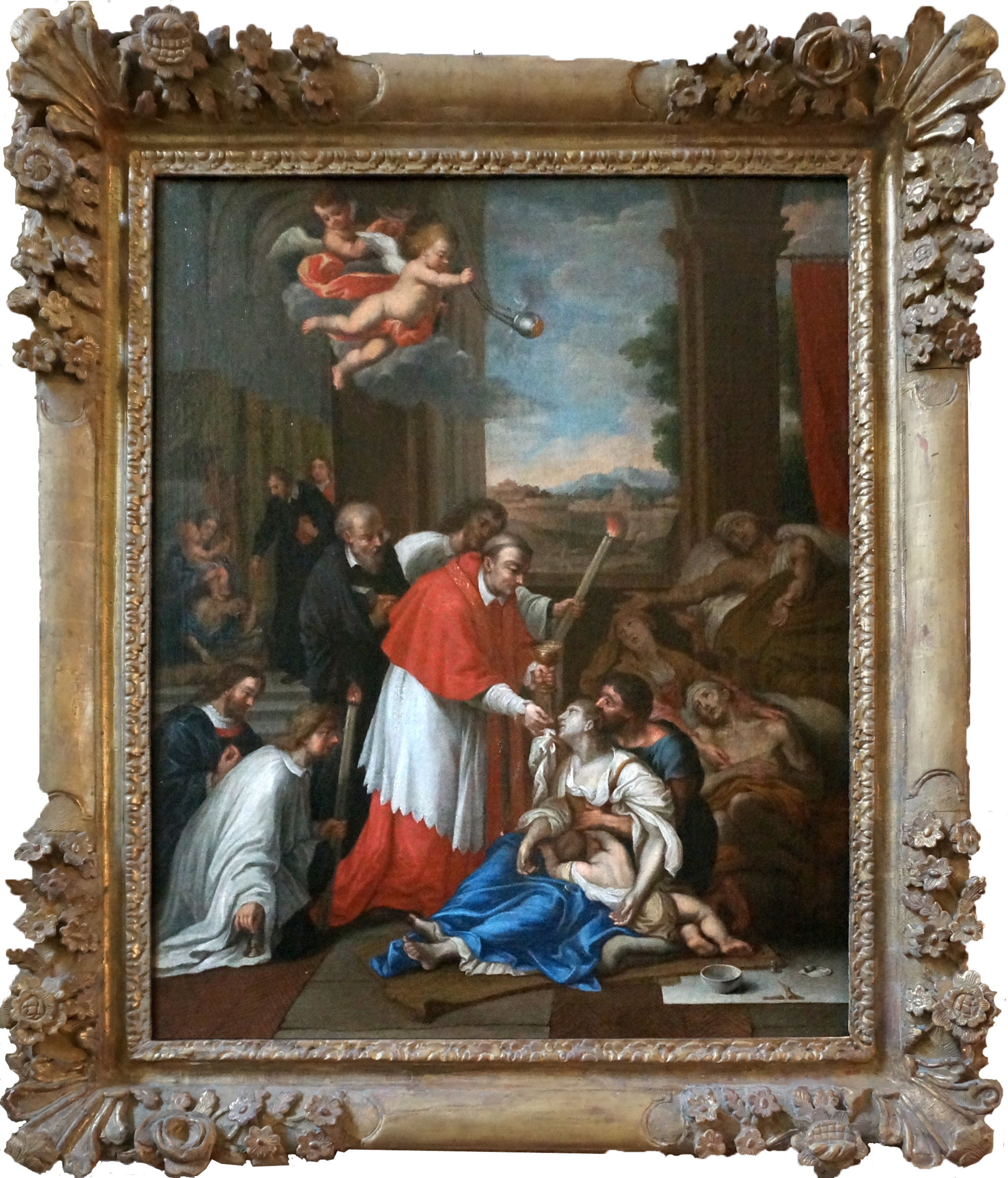
Charles Borromée guérissant les pestiférés.
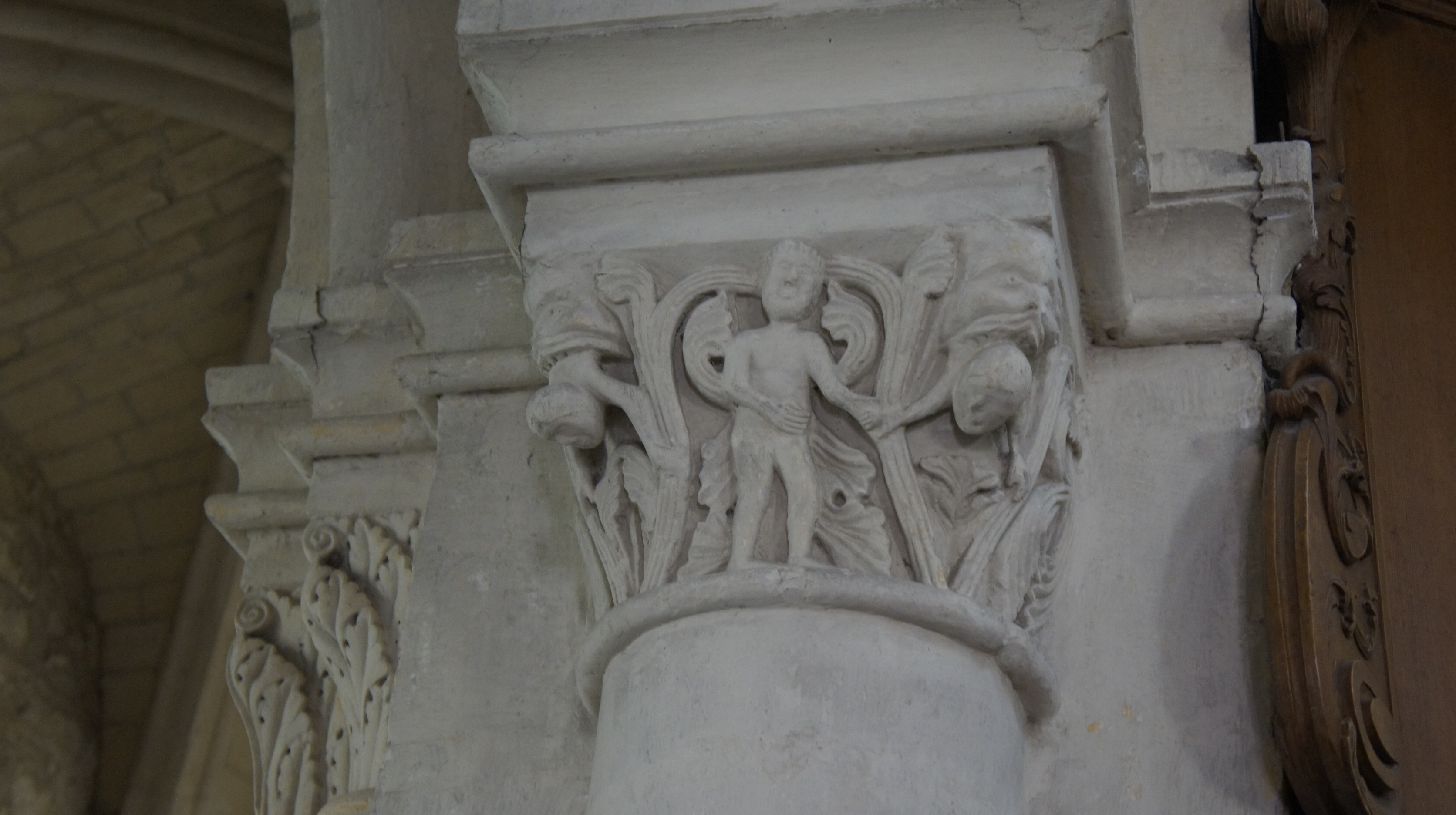
Chapiteau.